# Encsencs
Encsencs è un comune dell'Ungheria di 2 061 abitanti (dati 2001). È situato nella contea di Szabolcs-Szatmár-Bereg.